# Stora Ärttjärnen
Stora Ärttjärnen är en sjö i Bollebygds kommun i Västergötland och ingår i Rolfsåns huvudavrinningsområde. Sjön är 21,5 meter djup, har en yta på 0,0728 kvadratkilometer och befinner sig 146,3 meter över havet.

## Delavrinningsområde
Stora Ärttjärnen ingår i det delavrinningsområde (639162-130554) som SMHI kallar för Inloppet i Härsjön. Medelhöjden är 133 meter över havet och ytan är 19,66 kvadratkilometer. Det finns inga avrinningsområden uppströms utan avrinningsområdet är högsta punkten. Gärån som avvattnar avrinningsområdet har biflödesordning 2, vilket innebär att vattnet flödar genom totalt 2 vattendrag innan det når havet efter 41 kilometer. Avrinningsområdet består mestadels av skog (87 %). Avrinningsområdet har 0,92 kvadratkilometer vattenytor vilket ger det en sjöprocent på 4,7 %.